# Hermann Killer
Hermann Killer (geboren 2. August 1902 in Münster; gestorben 3. März 1990 in München) war ein deutscher Musikwissenschaftler. 

## Leben
Hermann (Heinrich Robert) Killer war ein Sohn des Landeskulturoberinspektors Wilhelm Killer und der Wilhelmine Irle. Er besuchte die Evangelische Volksschule und das Schillergymnasium Münster und ab 1917 das Wilhelms-Gymnasium in Königsberg in Preußen, wo er 1921 das Abitur machte. Er begann ein Studium an der Albertus-Universität Königsberg, musste aber alsbald aus wirtschaftlichen Gründen eine Tätigkeit bei der Commerzbankniederlassung in Königsberg aufnehmen. Erst 1926 setzte er das Studium der Musikwissenschaft, Literatur und Kunstgeschichte fort und wurde 1928 mit der Dissertation „Die Tenorpartien in Mozarts Opern – ein Beitrag zu Geschichte und Stil des Bühnengesanges“ promoviert. Er galt auch als Spezialist der Kompositionen Albert Lortzings. Ab 1929 arbeitete er die nächsten zehn Jahre bei der Akademischen Verlagsanstalt Athenaion in Potsdam als Pressereferent und Wissenschaftlicher Mitarbeiter und gründete 1930 mit seinem Kommilitonen Herbert Gerigk aus Verlagsmitteln den „Wissenschaftlichen Pressedienst Wipress“, der hauptsächlich die große Provinzpresse, in erster Linie die NS-Zeitungen, mit kulturpolitischem Artikel- und Nachrichtenmaterial aus allen Gebieten belieferte. 
Killer schrieb ab März 1933 kulturpolitische Artikel für das NSDAP-Organ Völkischer Beobachter als dessen erstem Musikreferenten. Er wurde im November 1933 Mitglied der SA, beantragte am 14. Oktober 1937 nach Lockerung der Mitgliederaufnahmesperre die Aufnahme in die NSDAP und wurde rückwirkend zum 1. Mai desselben Jahres aufgenommen (Mitgliedsnummer 5.383.507). Er engagierte sich in der NS-Kulturgemeinde. Killer wurde im Januar 1939 unter Gerigk Hauptstellenleiter des Kulturpolitischen Archivs im Amt für Kunstpflege beim Amt Rosenberg (Der Beauftragte des Führers) und wirkte mit beim 1940 von Gerigk herausgegebenen Lexikon der Juden in der Musik. Unter Killers Leitung wuchs im Archiv der Bestand an Personeneinträgen auf 60.000. 
Killer beriet mit seinem Archiv das Deutsche Volksbildungswerk der Deutschen Arbeitsfront und das „Amt Feierabend“ der Organisation Kraft durch Freude bei der Auswahl von Musikern und Rednern und lehnte zum Beispiel den Komponisten Max Butting wegen „zersetzender Musik“ ab, während er den Pianisten Bronisław von Poźniak befürwortete, da dieser laut Kartei in Breslau bei der Einweihung des Fahnensaals der SA mit seinem Quartett aufgetreten sei.
Nach dem Überfall auf die Sowjetunion 1941 wurde Killer zusätzlich Gruppenleiter und Referent der Abteilung Kulturpolitik im Reichsministerium für die besetzten Ostgebiete. Killer wurde im Dezember 1943 als Soldat eingezogen. Nach dem Krieg war er bis 1947 in französischer Internierungshaft. Am 9. September 1948 wurde er durch den Entnazifizierungshauptausschuss München als „entlastet“ eingestuft. Killer arbeitete danach als freiberuflicher Journalist in München. Er schrieb Heftchenromane für Jugendliche unter dem Pseudonym Hermann Rellik und Robert Rellik.

## Schriften (Auswahl)
- Die Tenorpartien in Mozarts Opern. Kassel : Bärenreiter-Verlag, 1929
- Albert Lortzing. Potsdam : Athenaion, 1938
- James Fenimore Cooper: Der Letzte der Mohikaner. Freie Bearbeitung von Hermann Rellik. München : Degenhart, 1969
- Hermann Rellik: Marco Polo. München : Degenhart
- Hermann Rellik: Südamerikanisches Abenteuer. München : Degenhart
- James Fenimore Cooper: Der Pfadfinder. Nach einer Bearbeitung von Robert Rellik. München : Degenhart, 1971
- Jack London: Wenn die Natur ruft. Nach einer Fassung von Robert Rellik. München : Degenhart, 1971
- Hermann Rellik: Geheimnisvolles Afrika. München : Degenhart, 1973